# 僕らのミクロな終末
『僕らのミクロな終末』（ぼくらのミクロなしゅうまつ、英語: END OF THE WORLD, WITH YOU.）は、丸木戸マキによる日本の漫画作品。『on BLUE』（祥伝社）にて、vol.45からvol.56まで連載された。
巨大隕石の落下により地球滅亡まで残り10日の世界で、恋の痛みを抱える男2人が惹かれ合うさまを描く物語。
2023年1月より、テレビドラマ化された。

## 登場人物
仁科真澄（にしな ますみ）
負け組サラリーマン。大学生時代同じ出版サークルだった律にフラれて以来、悶々とした日々を過ごす。
日下部律（くさかべ りつ）
勝ち組のイケメンIT社長。真澄の大学時代の元カレ。

## 書誌情報
- 丸木戸マキ『僕らのミクロな終末』祥伝社〈on BLUE comics〉、上下巻（全2巻）、2022年2月25日発売
  1. 上巻[4]、ISBN 978-4-396-78536-9
  2. 下巻[5]、ISBN 978-4-396-78537-6

## テレビドラマ
2023年1月30日（29日深夜）から3月20日（19日深夜）まで、朝日放送テレビ（関西ローカル）にて放送された。主演は瀬戸利樹と中田圭祐。

### キャスト

#### 主要人物
仁科真澄（にしな ますみ）
演 - 瀬戸利樹（幼少期：正垣湊都）
負け組サラリーマン。大学生時代同じ出版サークルだった律にフラれて以来、悶々とした日々を過ごす。
日下部律（くさかべ りつ）
演 - 中田圭祐（幼少期：志水透哉）
勝ち組のイケメンIT社長。真澄の大学時代の元カレ。

#### 周辺人物
広瀬遊馬（ひろせ ゆうま）
演 - 富本惣昭
嘉神まどか推しのドルオタ。ピュアな男子高生。
嘉神めぐる（かがみ めぐる）
演 - 井手上漠
国民的アイドル・嘉神まどかの自称妹。
嘉神まどか（かがみ まどか）
演 - 井手上漠（二役）
国民的アイドル「ミクロマクロ」のメンバー。
橋本陽介（はしもと ようすけ）
演 - 大朏岳優
真澄と律が大学時代所属していた出版サークルの同級生。
露口（つゆぐち）
演 - 前田瑞貴
真澄と律が大学時代所属していた出版サークルの部長。陰キャラ。
谷口美佐（たにぐち みさ）
演 - 西村美柚
ミス立誠大学。律に夢中。
真澄の母
演 - 遊井亮子

律の母
演 - 岡谷瞳

律の父
演 - 成松修

めぐるの母
演 - 舟木幸

めぐるの父
演 - 飯田基祐

### スタッフ
- 原作 - 丸木戸マキ『僕らのミクロな終末』（祥伝社 on BLUE comics）
- 企画・プロデュース - 清水一幸
- 脚本 - 三木康一郎
- 監督 - 三木康一郎、森裕史
- 音楽 - 小山絵里奈
- 主題歌 - HIROBA「ふたたび (with 大塚愛)」（エピックレコードジャパン）[11]
- プロデューサー - 川村未来、香川かおり（ロケット）
- 制作協力 - ロケット
- 制作著作 - 朝日放送テレビ

### 放送日程
| 話数   | 放送日  | サブタイトル             | 監督       |
| ------ | ------- | ------------------------ | ---------- |
| 第1話  | 1月30日 | 危険な恋情の始まり       | 三木康一郎 |
| 第2話  | 2月06日 | 途切れた愛情との再会     | 三木康一郎 |
| 第3話  | 2月13日 | 終焉に起因する鼓動       | 三木康一郎 |
| 第4話  | 2月20日 | 鬱々とした雨の先に       | 三木康一郎 |
| 第5話  | 2月27日 | 混沌とともに生まれる疑惑 | 三木康一郎 |
| 第6話  | 3月06日 | 真実がもたらす絶望の渦   | 森裕史     |
| 第7話  | 3月13日 | 交わった視線と体温       | 森裕史     |
| 最終話 | 3月20日 | 奇跡を渇望した最期       | 三木康一郎 |